# Nicolas Joseph Lebœuf
Pour les articles homonymes, voir Lebœuf.
Nicolas Joseph Lebœuf, chevalier des Auvergnes (° 17 mars 1753 - Wassy, province de Champagne † 2 janvier 1811 - Orléans, Loiret), est un magistrat et homme politique français des XVIIIe et XIXe siècles.

## Biographie
Nicolas Joseph Lebœuf était administrateur du département du Loiret, lorsqu'il fut élu, le 6 septembre 1791, député de ce département à l'Assemblée législative, le 7e sur 9, par 196 voix sur 312 votants. Il vota avec la majorité réformatrice.
Il poursuivit une carrière dans la magistrature après le coup d'État du 18 brumaire an VIII : juge au tribunal d'appel du Loiret le 20 floréal an VIII, il devint premier président de la cour de justice criminelle de ce département.
Leboeuf reçut, le 25 prairial an XII, la croix de la Légion d'honneur, et fut créé chevalier de l'Empire le 20 août 1809.

## Titre
- Chevalier des Auvergnes et de l'Empire (à la suite du décret du 25 prairial an XII le nommant membre de la Légion d'honneur, lettres patentes du 20 août 1809, signées à Schœnbrunn)[2] ;

## Distinctions
- Membre de la Légion d'honneur (25 prairial an XII).

## Armoiries
| Figure | Blasonnement |
|        | Armes du baron Leboeuf et de l'Empire D'azur à deux chevrons supperposés d'or accompagnés de trois cornettes du même : bordure de gueules au signe des chevaliers posé au second point en chef., - Livrées : les couleurs de l'écu. |